# اریک سرا
اریک سرا (فرانسوی: Éric Serra‎؛ زادهٔ ۹ سپتامبر ۱۹۵۹) ترانه‌سرا، آهنگساز و تهیه‌کننده موسیقی اهل فرانسه است. وی از سال 1978 میلادی تاکنون مشغول آهنگسازی بوده‌است.
او، برای بیشترِ فیلم‌های لوک بسون  ، کارگردان فرانسوی موسیقی متن ساخته است.

## گزیدهٔ آثار
- لوسی (۲۰۱۴)
- آنا (فیلم ۲۰۱۹)
- بانو (۲۰۱۱)
- آرتور ۳: جنگ دو جهان (۲۰۱۰)
- ماجراهای شگفت‌انگیز ادل بلانسک (۲۰۱۰)
- آرتور و انتقام مالتازارد (۲۰۰۹)
- باندیداس (۲۰۰۶)
- راهب ضد گلوله (۲۰۰۳)
- پرواززدگی (۲۰۰۲)
- پیام‌آور: داستان ژاندارک (۱۹۹۹)
- عنصر پنجم (۱۹۹۷)
- گولدن‌آی (۱۹۹۵)
- لئون (۱۹۹۴)
- آتلانتیس (۱۹۹۱)
- دختری به نام نیکیتا (۱۹۹۰)
- آبی بیکران (۱۹۸۸)